# Junior (educación)

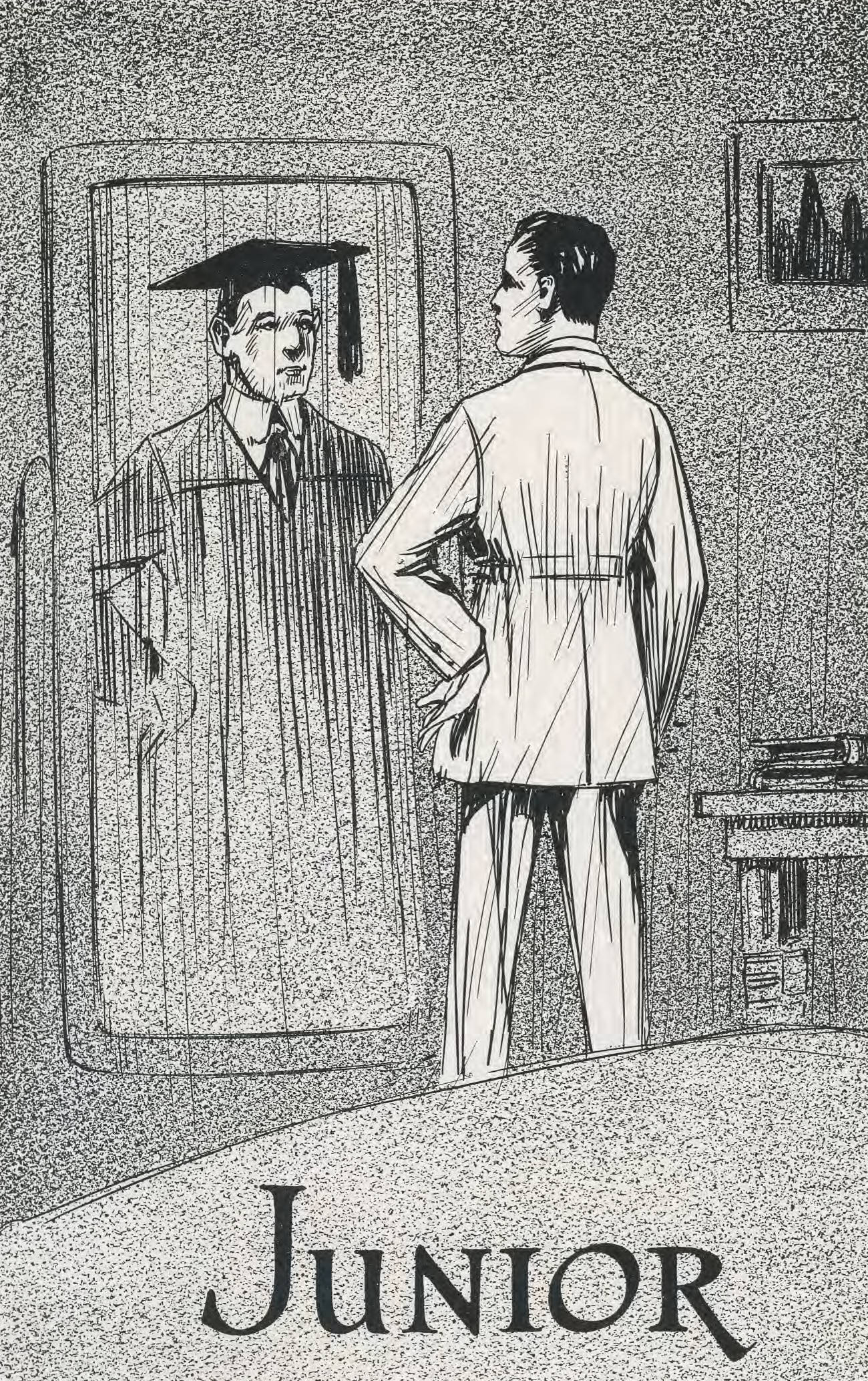
Ilustración de un junior en una universidad de Texas, EE. UU.

"Junior" es un término utilizado en los Estados Unidos para describir a un estudiante en su tercer año de estudio (generalmente se refiere a estudios de instituto o universidad).